# Crônica da Casa Assassinada
Crônica da Casa Assassinada é um livro epistolar de Lúcio Cardoso publicado no Brasil em 1959. É considerado o livro mais importante do autor.

## Sinopse
Crônica da Casa Assassinada (1959) é considerada a obra prima do romancista, poeta e dramaturgo Lúcio Cardoso (1912-1968). Contada por meio de cartas, é uma história densa, cheia de ciúmes, rancores e perversões, numa velha chácara no interior de Minas Gerais, que recebe a visita de uma mulher.
Na história da decadência dos Meneses, descobrem-se parentescos, casos extraconjugais, atos violentos, amores proibidos, relações incestuosas.
O pesquisador Mario Carelli (1951-1994) afirma que o “percurso humano e artístico” de Cardoso “desemboca” nesse romance. Considerado o ápice da trajetória iniciada com Maleita (1934), o romance se adéqua às tendências regionalistas da época de seu lançamento. Crônica explora o caminho psicológico-existencial de Luz no Subsolo (1936), caracterizado por Carelli como um “rascunho apaixonante”. Essa mesma característica se nota na novela Mãos Vazias (1938) e na trilogia composta por Inácio (1944), O Enfeitiçado (1954), assim como no livro não publicado Baltazar. Todos esses livros serviram como uma espécie de laboratório para a criação da Crônica.